# ناحیه ورنیکه
ناحیه ورنیکه (انگلیسی: Wernicke's area) یکی از دو قسمتی از قشر مغز است که از اواخر قرن نوزدهم میلادی با گفتار مرتبط دانسته شده است (قسمت دیگر ناحیه بروکا است). این قسمت با درک یا فهمیدن زبان نوشتاری و گفتاری مرتبط است (برعکس ناحیه بروکا که با تولید گفتار و کنترل عضلات گفتاری ارتباط دارد). ناحیهٔ ورنیکه در پشت ناحیه شکنج بالایی لوب گیجگاهی (STG) و به ساکن قسمت برودمن ۲۲ و ۴۰ میباشد‌. آسیب به این ناحیه منجر به زبان‌پریشی دریافتی می‌شود. در این نوع زبان‌پریشی، فرد می‌تواند کلمات را به شکلی سلیس به هم متصل کند اما عباراتی که به زبان می‌آورد، بی‌معنی خواهند بود. ناحیه ورنیکه در سال ۱۸۷۴ توسط کارل ورنیکه کشف شد.

مغز انسان با «ناحیه ورنیکه» که به رنگ قرمز نشان داده شده‌است.